# Ronald Housni Jaller
Ronald Housni Jaller es un empresario y político colombiano, que se desempeñó como Gobernador del Departamento de San Andrés y Provindencia entre 2015 y 2018 y quien en la actualidad se encuentra privado de la libertad por corrupción.

## Reseña biográfica
Nació en Barranquilla, hijo de padre sirio nacionalizado colombiano.
Durante toda su vida se dedicó al sector privado, siendo por más de 15 años gerente de la Sociedad Productora de Energía de San Andrés y Providencia (Sopesa). También fue representante del presidente Juan Manuel Santos en la junta de la Cámara de Comercio de San Andrés, la cual ya había dirigido.
Hermano del Representante a la Cámara Jack Housni Jaller, esto lo propuso como candidato a la Gobernación de San Andrés en las elecciones regionales de Colombia de 2015. Obtuvo el apoyo del Partido Liberal y del Partido Social de Unidad Nacional. Su nombramiento como candidato del Partido Liberal provocó el descontento de una parte del liberalismo en las islas debido a que Housni no es nativo de allí, por lo cual apoyaron al candidato disidente Everth Julio Hawkins. El 25 de octubre resultó elegido Gobernador.
Por irregularidades en varios contratos de su administración, fue suspendido provisionalmente el 28 de abril de 2018. El 8 de octubre del mismo año, fue capturado por la Fiscalía acusado de irregularidades de $11.000 millones de pesos. En octubre de 2019 fue condenado a 7 años de prisión por los hechos de corrupción durante su administración.